# Ragower Mühle
Koordinaten: 52° 12′ 14,6″ N, 14° 25′ 42,5″ O

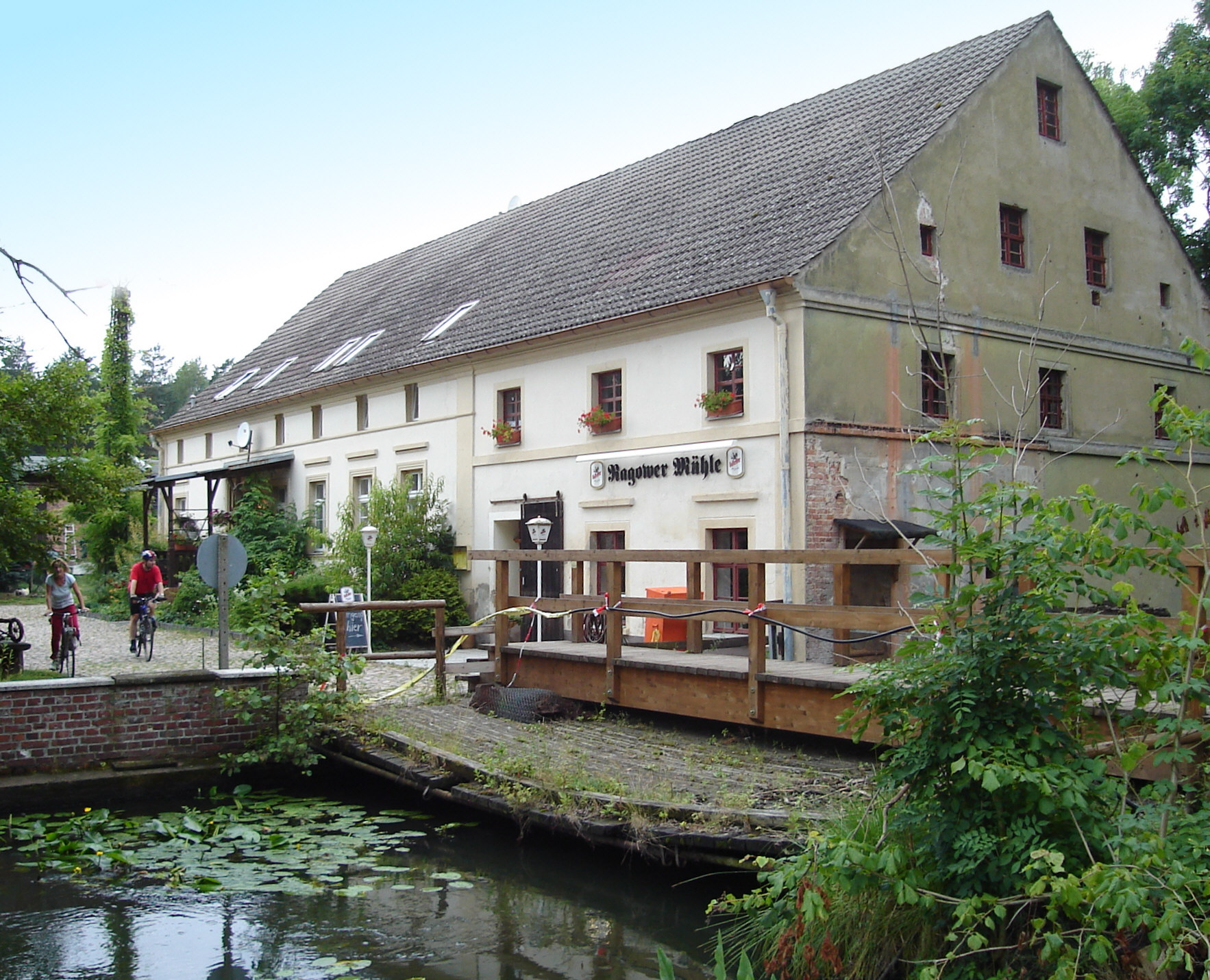
Ragower Mühle im Jahre 2005

Die Ragower Mühle ist eine historische Wassermühle im Naturpark Schlaubetal. Sie befindet sich südlich von Müllrose zwischen Mixdorf im Westen und Schernsdorf im Osten in der Gemeinde Siehdichum. Sie ist ein Baudenkmal in der Gemeinde.

## Geschichte
Im 12. Jahrhundert gründeten die Brüder des Johanniter-Ordens zu Friedland eine Wassermühle an der Schlaube.
Jahrhundertelang bildete hier die Schlaube eine natürliche Grenze zwischen dem Johanniter-Ordensamt Friedland und dem Stiftsgebiet Neuzelle.
Die Mixdorffsche Mühle wurde im Jahre 1508 von der Familie von Strumen (Streumen), welche auch in Besitz des Gutes Ragow war, erworben, und erhielt nun den Namen Ragower Mühle.
Als Getreidemühle um 1670 erwähnt, wurde sie ab 1743 auch Schneidemühle, da der Müller Johann Heinrich Schauer (Schur) die Mühle erwarb und erweiterte, welche bis dahin als Lehen des Gutes in Ragow zinste. In den Folgejahren wurde sie unter der Familie Schur, welche die Mühle bis 1926 in Besitz hatte, um eine Rohrmühle erweitert.
Das heutige zweistöckiges Mühlengebäude wurde um 1810 erbaut, die Mühle selbst, bis zur Stilllegung 1968 als Säge- und Ölmühle genutzt, erhielt um 1920 eine neue technische Ausstattung: einen Mahlgang, eine Quetsche, einen Plansichter, Reinigung (Aspirateur, Trieur, Schälmaschine), eine Mischmaschine, einen Sechskantsichter, einen Auflöser, Fahrstuhl, einen Antrieb über Francisturbine mit stehender Welle.
Im Jahre 1873 wurde dem Mühlenmeister Ernst Schur die Genehmigung erteilt, das 10 ar große Mühlengrundstück aus dem Gemeindebezirk Ragow, damals Landkreis Beeskow-Storkow in den Gemeindebezirk Tschernsdorf, Landkreis Guben, verlegen zu lassen.
Die allgemeine wirtschaftliche Lage zwang die Familie Schur zum Verkauf, neuer Besitzer wurde der Berliner Industrielle Paul Schenk.
Die Familie Schenk wurde mit dem Ende des Zweiten Weltkrieges enteignet und im Februar 1946 wurde im Rahmen der Bodenreform der Grundbesitz der Ragower Mühle aufgeteilt. Die Mühle lieferte noch bis 1951 Mehl, über das Schaufelrad wurde mittels Turbinen bis 1964 Strom erzeugt und bis 1968 wurde die Schrotmühle betrieben, welche im selben Jahr infolge staatlicher Beschlüsse der DDR stillgelegt wurde.
In den 1980er Jahren wird die Mühle als Technisches Denkmal in die Denkmalliste des Kreises Eisenhüttenstadt-Land aufgenommen und es erfolgte die Neueindeckung des Daches der Gebäude. Die Wohngebäude der nun denkmalgeschützten Mühle wurden für ein Kinderferienlager des VEB Kraftverkehr Frankfurt (Oder) genutzt.
Der staatliche Forstwirtschaftsbetrieb in Müllrose begann 1987 mit der Restaurierung des Wohnbereiches, leider erfolgte 1989 der teilweise Abriss des Stallgebäudes aus rotem Ziegelstein.
Mit dem Verkauf der Mühle an das Ehepaar Börner begann ab dem Jahre 2000 die vollständige Sanierung der Mühle. Die gesamte Inneneinrichtung wurde erhalten und die Mühle zum Gasthof.
Im Rahmen einer durch die Bundesanstalt für Arbeit eingeleiteten ABM- und SAM-Maßnahme wurde die JUMP-gGmbH Jugend mit Perspektive 2001/2002 mit der Restaurierung und Instandsetzung der „Ragower Mühle“ als technisches Denkmal zur Errichtung eines Mühlenmuseums beauftragt. 2006 wurde der Antrieb über die Francisturbine restauriert, zu besonderen Anlässen, wie dem Deutschen Mühlentag, sind nun auch wieder Schauvorführungen möglich.

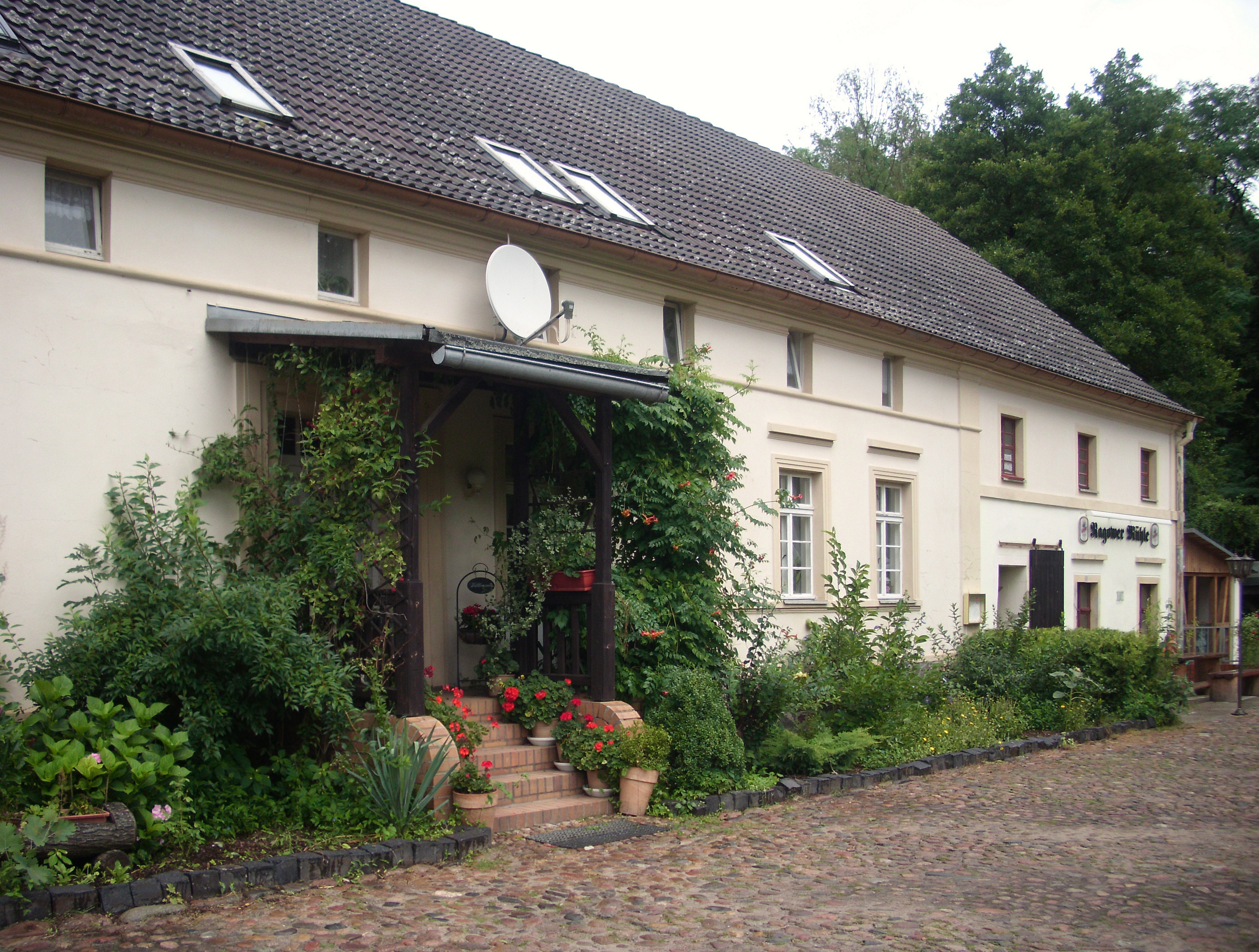
Ragower Mühle im Jahre 2010
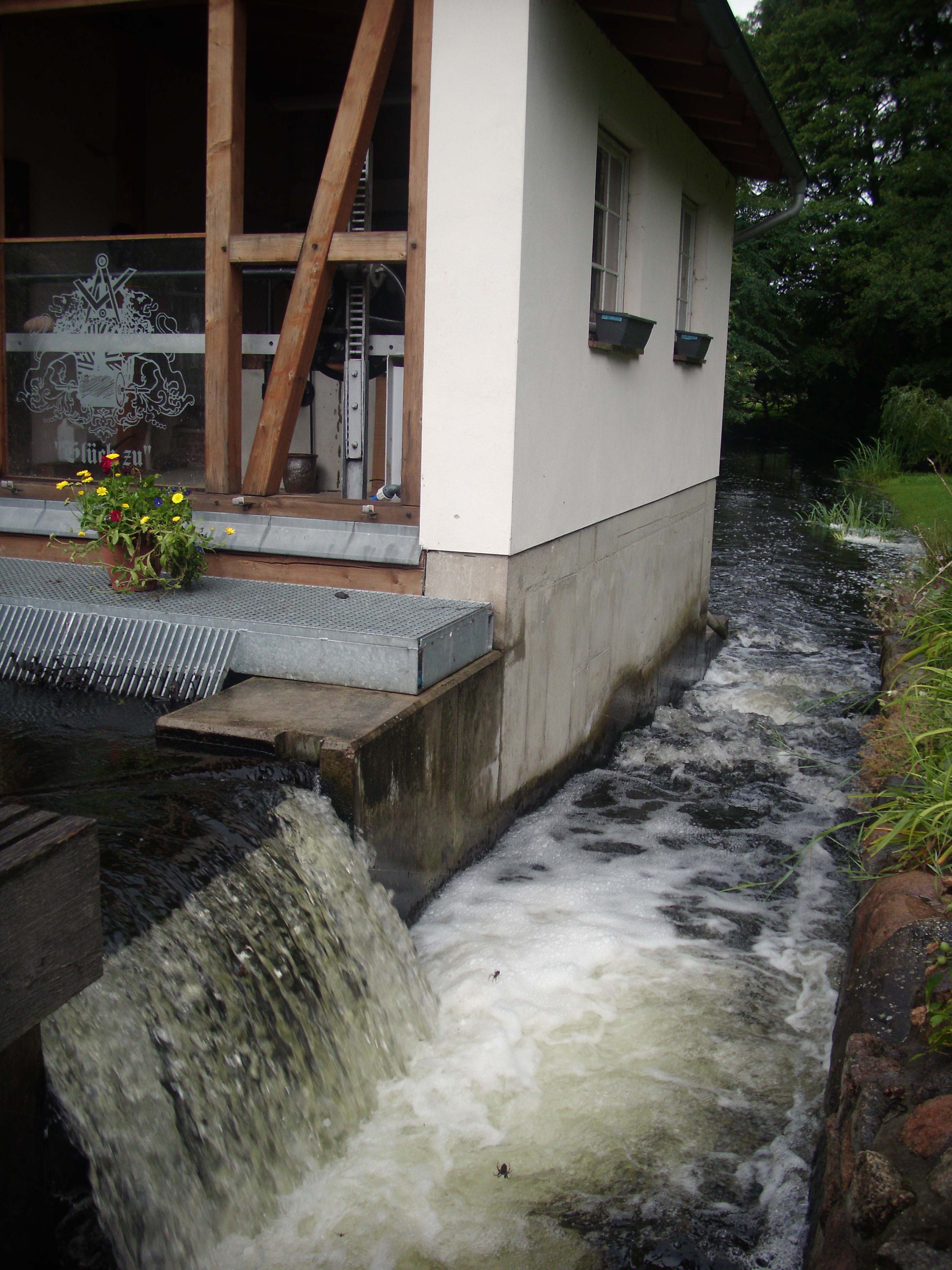
Turbinenhaus und Schlaube
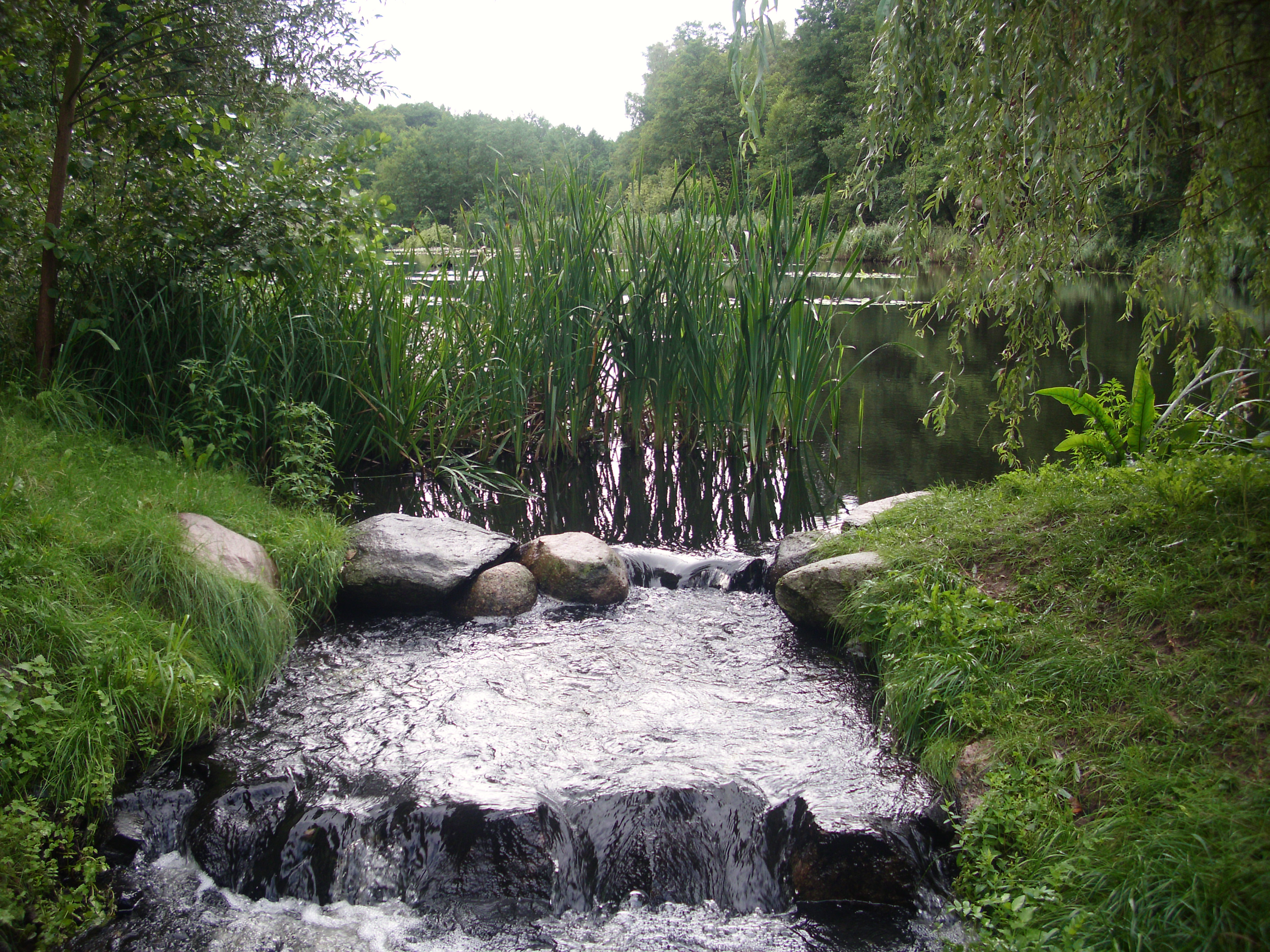
der Mühlteich gegenüber dem Turbinenhaus
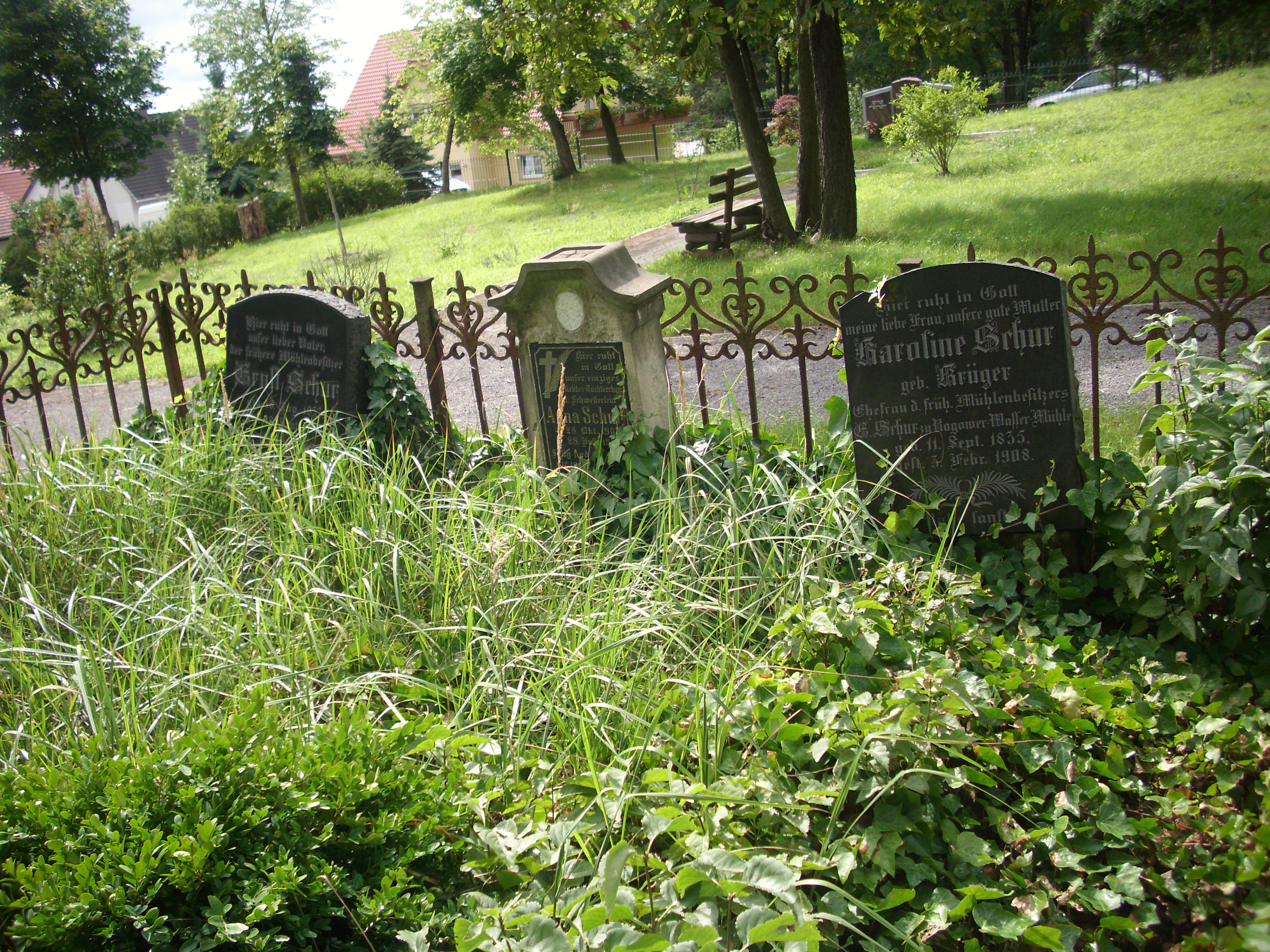
Grabstätte der Müllerfamilie Schur in Schernsdorf
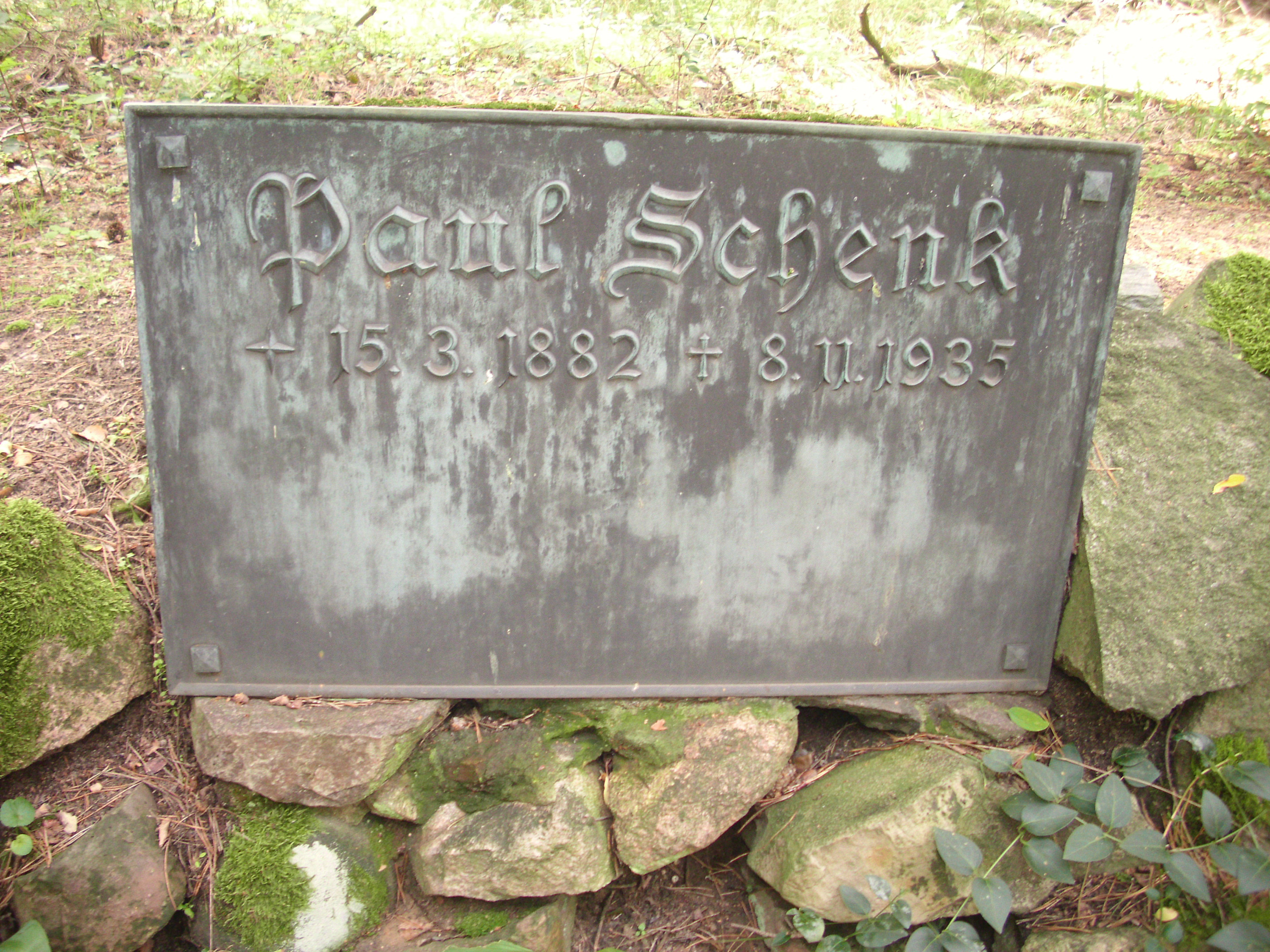
Grabplatte des Industriellen Paul Schenk